# Saba Raleigh

Senhora Cecil Raleigh, em uma publicação de 1903.

Saba Raleigh (1862–1923), nascida Isabel Ellissen, foi uma atriz britânica. Ela foi casada com o ator Cecil Raleigh, e muitas vezes foi creditada como "Mrs. Cecil Raleigh".

## Filmografia selecionada
- The Two Orphans (1915) creditada como Mrs. Cecil Raleigh
- The Clemenceau Case (1915) creditada como Mrs. Cecil Raleigh
- Profit and the Loss (1917)
- The Princess of New York (1921)